# Libertas Brindisi 1972-1973
La Libertas Brindisi 1972-1973 prende parte al campionato italiano di Serie B, girone B a 14 squadre. Chiude la stagione regolare all'ottavo posto con 11 partite vinte e 15 perse, 1774 punti segnati e 1800 subiti.

## Storia
Rispetto alla stagione precedente vengono ceduti Vittorio Sangiorgio alla Libertas Monteroni, Mario Panessa e Pino Zingarelli alla Libertas Lecce, Enzo Giuri alla Libertas Mesagne; vengono acquistati i giovani lunghi Carmine Acquaviva dalla Partenope Napoli e Gianfrate dalla Ginnastica Monopoli nonché il rientrante Luigi Ungaro dall'Ignis Varese in prestito all'ASSI Brindisi. Esordisce in prima squadra Roberto Cordella. Miglior marcatore è Maurizio Solfrizzi con 423 punti seguito da Labate con 387 e Calderari con 319. Nella Coppa Italia ai sedicesimi di finale la Libertas Brindisi sfiora l'impresa contro l'Alco Bologna ma viene eliminata dopo un tempo supplementare per 78-86. Le formazioni giovanili (allievi e juniores) della Libertas si qualificano entrambe per le finali. Nelle finali nazionali cadetti (U17) di Roseto con la Ignis Varese, la Forst Cantù, la Virtus Bologna, arrivano sesti e ultimi battuti anche dai corregionali del Monopoli. Anche nelle finali juniores vinte dalla Forst Cantù di Tombolato e Beretta la Libertas arriva sesta, con Solfrizzi miglior marcatore del torneo.

## Rosa
| Libertas Brindisi 1972/1973 | Libertas Brindisi 1972/1973 |
| Giocatori                   | Staff tecnico               |
| --------------------------- | --------------------------- |

| N. | Naz.              | Ruolo | Nome                  | Anno | Alt.   | Peso |  |
| -- | ----------------- | ----- | --------------------- | ---- | ------ | ---- |  |
|    | Italia (bandiera) | C     | Giuseppe Antelmi      | 1951 | 193 cm |      |  |
|    | Italia (bandiera) | C     | Daniele Cecco         | 1952 | 200 cm |      |  |
|    | Italia (bandiera) | AG    | Carmine Acquaviva     | 1953 | 198 cm |      |  |
|    | Italia (bandiera) | A     | Luigi Ungaro          | 1954 | 190 cm |      |  |
|    | Italia (bandiera) | G     | Claudio Calderari     | 1944 | 182 cm |      |  |
|    | Italia (bandiera) | A     | Giovanni Pentassuglia | 1954 | 194 cm |      |  |
|    | Italia (bandiera) | P     | Marcello De Stradis   | 1953 | 180 cm |      |  |
|    | Italia (bandiera) | A     | Maurizio Solfrizzi    | 1955 | 189 cm |      |  |
|    | Italia (bandiera) | A     | Piero Labate ()       | 1951 | 193 cm |      |  |
|    | Italia (bandiera) | P     | Roberto Cordella      | 1957 | 184 cm |      |  |
|    | Italia (bandiera) | P     | Eupremio Cozzoli      | 1955 | 180 cm |      |  |
|    | Italia (bandiera) | A     | Piero Gioia           | 1956 | 190 cm |      |  |
|    | Italia (bandiera) | C     | Gianfrate             |      |        |      |  |

| Allenatore                                  |
| - Elio Pentassuglia                         |
| Assistente/i                                |
| - Nicola Primaverili Legenda - (C) Capitano |

## Risultati

### Stagione regolare
| Arbitri: | Innocenti (Roma) Giacobbi (Roma) |

|                                         |       |                                          |
| Maggetti 31, Gavagnin 28, Napolitano 18 | Punti | Solfrizzi 18, Calderari 15, Acquaviva 14 |

| Arbitri: | G. Ugatti (Salerno) V. Ugatti (Salerno) |

|                                        |       |                                 |
| Solfrizzi 19, Labate 15, De Stradis 13 | Punti | Guidi 18, Chirico 9, Malanima 9 |

| Arbitri: | Tani (Roma) Fornari (Roma) |

|                                     |       |                                      |
| Mondati 14, Lestini 12, Nigrisoli 8 | Punti | Solfrizzi 14, Labate 10, Acquaviva 8 |

| Arbitri: | Bianchi (Livorno) Colletti (Palermo) |

|                                       |       |                                     |
| Labate 21, Solfrizzi 19, Acquaviva 17 | Punti | Danzi 29, Kunderfranco 19, Corno 14 |

| Arbitri: | Dal Fiume (Imola) Baldini (Firenze) |

|                                   |       |                                       |
| Damian 19, Ginobile 16, Ubaldi 10 | Punti | Solfrizzi 24, Calderari 22, Labate 15 |

| Arbitri: | D'Urso (Pescara) Sarra (Matera) |

|                                       |       |                         |
| Calderari 20, Labate 20, Solfrizzi 14 | Punti | Tonietti 24, Cempini 10 |

| Arbitri: | Campanella (Livorno) Gatto (Livorno) |

|                                         |       |                                       |
| Tirabosco 15, Giauro 14, Della Penna 10 | Punti | Labate 19, Calderari 15, Solfrizzi 11 |

| Arbitri: | Sanna (Oristano) Manca (Cagliari) |

|                                           |       |                                       |
| Carcia 28, Bastianone A. 11, Andreussi 10 | Punti | Labate 16, Calderari 22, Solfrizzi 12 |

| Arbitri: | Rotondo (Bologna) Tura (Bologna) |

|                                       |       |                                       |
| Labate 18, Solfrizzi 15, Calderari 13 | Punti | Bacci 18, Bergonzoni 16, Marchetti 14 |

| Arbitri: | Lombardo (Cosenza) Cardella (Cosenza) |

|                                   |       |                                       |
| Lopresti 18, Scarpa 13, Marino 10 | Punti | Solfrizzi 20, Calderari 17, Labate 15 |

| Arbitri: | Giacobbi (Roma) Tani (Roma) |

|                                       |       |                                      |
| Solfrizzi 22, Cecco 11, De Stradis 11 | Punti | Rossi 18, Anconetani 15, Leobroni 12 |

| Arbitri: | Soavi (Reggio Emilia) Sidoli (Reggio Emilia) |

|                                       |       |                                        |
| De Stradis 14, Labate 11, Acquaviva 8 | Punti | Paoli 16, Franceschini 16, Granucci 12 |

| Arbitri: | Sarra (Matera) Imparato (Matera) |

|                                        |       |                                       |
| Arigliano 16, Tagliamento 8, Cozzoli 8 | Punti | Calderari 27, Solfrizzi 18, Labate 11 |

| Arbitri: | Soavi (Reggio Emilia) Sidoli (Bologna) |

|                                |       |                                   |
| Labate 17, Cecco 10, Antelmi 8 | Punti | Maggetti 32, Gavagnin 18, Oddi 10 |

| Arbitri: | Ravaioli (Colleferro) Massese (Formia) |

|                                   |       |                                      |
| Mariani 17, Duiti 10, Malanima 10 | Punti | Calderari 23, Labate 14, Solfrizzi 9 |

| Arbitri: | Montella (Napoli) Esposito (Napoli) |

|                                       |       |                                       |
| Solfrizzi 23, Labate 12, Acquaviva 12 | Punti | Lestini 25, D'Orazio 14, Nigrisoli 11 |

| Arbitri: | Taus (Ancona) Nicoletti (Matera) |

|                                 |       |                                      |
| Laguardia 17, Danzi 16, Zanda 8 | Punti | Labate 17, Acquaviva 15, Solfrizzi 8 |

| Arbitri: | Luchino (Ragusa) Gregorio (Ragusa) |

|                                    |       |                                   |
| Solfrizzi 31, Labate 16, Ungaro 14 | Punti | Ubaldi 16, Celommi 13, Damiani 12 |

| Arbitri: | Nobili (Milano) Brianza (Milano) |

|                                       |       |                                       |
| Bonciani 17, Simoni 14, Castellani 12 | Punti | Solfrizzi 15, Calderari 15, Labate 12 |

| Arbitri: | Longo (Napoli) Imparato (Napoli) |

|                                   |       |                                         |
| Labate 22, Solfrizzi 14, Cecco 10 | Punti | Giauro 19, Tirabosco 16, Della Penna 14 |

| Arbitri: | Ardito (Napoli) Compagnone (Napoli) |

|                                     |       |                                      |
| Calderari 25, Solfrizzi 20 Labate 8 | Punti | Quercia 22, Fossati 18, Andreussi 13 |

| Arbitri: | Filocanapa (Piombino) Fioretti (Livorno) |

|                                     |       |                                   |
| Lombardi 26, Marchetti 18, Bacci 14 | Punti | Labate 22, Solfrizzi 16, Cecco 11 |

| Arbitri: | Longo (Napoli) Innocenti (Milano) |

|                                       |       |                                    |
| Solfrizzi 22, Calderari 15, Labate 13 | Punti | Tortora 16, Scarpa 16, Lopresti 13 |

| Arbitri: | Colletti (Palermo) Barbaro (Messina) |

|                                        |       |                                   |
| Pizzirani 17, D'Ottavio 17, Marzoli 16 | Punti | Cecco 15, Acquaviva 15, Labate 12 |

| Arbitri: | Boria (Milano) Colombo (Milano) |

|                                     |       |                         |
| Ranucci 22, Paoli 15, Giustarini 14 | Punti | Ungaro 14, Solfrizzi 12 |

| Arbitri: | Fioretti (Livorno) Filocanapa (Piombino) |

|                                    |       |                                      |
| Solfrizzi 24, Labate 16, Ungaro 15 | Punti | Cozzoli F. 15, Milo 11, Arigliano 11 |

### Coppa Italia
| Arbitri: | La Gioia (Taranto) Raiola (Taranto) |

|                        |       |                                   |
| Melodia 17, Rochira 13 | Punti | Solfrizzi 29, Ungaro 19, Gioia 11 |

| Arbitri: | Ugatti V. (Salerno) Ugatti G. (Salerno) |

|                                          |       |                                  |
| Solfrizzi 20, Calderari 19, Acquaviva 11 | Punti | Schull 32, Viola 18, Arrigoni 16 |

## Statistiche di squadra
| Competizione    | Punti | In casa | In casa | In casa | In casa | In casa | In trasferta | In trasferta | In trasferta | In trasferta | In trasferta | Totale | Totale | Totale | Totale | Totale | Totale |
| Competizione    | Punti | G       | V       | P       | PF      | PS      | G            | V            | P            | PF           | PS           | G      | V      | P      | PF     | PS     | DIF    |
| --------------- | ----- | ------- | ------- | ------- | ------- | ------- | ------------ | ------------ | ------------ | ------------ | ------------ | ------ | ------ | ------ | ------ | ------ | ------ |
| Serie B 1972-73 | 22    | 13      | 7       | 6       | 930     | 876     | 13           | 4            | 9            | 844          | 921          | 26     | 11     | 15     | 1774   | 1800   | -26    |
| Coppa Italia    | 2     | 1       | 0       | 1       | 68      | 76      | 1            | 1            | 0            | 91           | 53           | 2      | 1      | 1      | 159    | 129    | +30    |
| Totale          | 22    | 14      | 7       | 7       | 998     | 952     | 14           | 5            | 9            | 935          | 974          | 28     | 12     | 16     | 1933   | 1929   | +4     |

## Fonti
La Gazzetta del Mezzogiorno edizione 1972-73
Il Corriere dello Sport edizione 1972